# Singlot
El singlot o xanglot és un soroll inspiratori que resulta de la contracció brusca, intermitent i involuntària del diafragma i els músculs intercostals inspiratoris. Finalitza a causa d'un tancament brusc de la glotis.

## Classificació mèdica
1. Agut, transitori o benigne: dura menys de 48 hores
2. Persistent: dura més de 48 hores
3. Intractable: dura més d'un mes

## Classificació alternativa
També molt utilitzada, es basa en l'etiologia de l'afecció. Els classifica en:
1. Primaris o idiopàtics. Sense causa recognoscible (no significa que no en tingui, sinó que no ha pogut ser identificada).
2. Secundaris a alguna altra malaltia o afecció.

## Causes
- Menjar molt ràpidament.
- Prendre alguna cosa fresca mentre es menja alguna cosa calenta.
- Menjar alguna cosa molt calenta o molt picant.
- Tossir o riure massa temps.
- Excés de begudes alcohòliques.
- Desequilibri d'electròlits.
- Quan s'irrita el nervi frènic.
- Com a conseqüència d'un tumor.
- Per l'efecte secundari d'algun medicament.
- Per alguna malaltia dels ronyons.

## Rècord mundial
El rècord mundial de major duració de singlot (1922-1990) és de Charles Osborne (1894-1991) d'Anthon, Iowa. El seu singlot va començar el 1922 amb una repetició de 40 vegades per minut, va disminuir a 20 i va desaparèixer temporalment el febrer de 1990 - durant un total de 68 anys.